# Valeryj Karšakevič
Valeryj Jur'evič Karšakevič (in bielorusso Валерый Юр'евіч Каршакевіч?; Mar"ina Horka, 15 febbraio 1988) è un allenatore di calcio ed ex calciatore bielorusso, di ruolo difensore.

## Carriera

### Club
Ha giocato nella prima divisione dei campionati bielorusso e kazako.

### Nazionale
Nel 2008 ha giocato una partita con la nazionale bielorussa Under-21.